# راؤول جونزاليس (لاعب كرة قدم أمريكي)
راؤول جونزاليس (بالإنجليزية: Raul Gonzalez)‏ (23 سبتمبر 1994 بأوشن سبرينغز في الولايات المتحدة - ) هو لاعب كرة قدم أمريكي في مركز الوسط.

## وصلات خارجية
- راؤول جونزاليس على موقع قاعدة بيانات كرة القدم.إي يو (الإنجليزية)
- راؤول جونزاليس على موقع ناشيونال فوتبول تيمز (الإنجليزية)
- راؤول جونزاليس على موقع Soccerway.com (الإنجليزية)
- راؤول جونزاليس على موقع عالم كرة القدم.نت (الإنجليزية)